# (10077) 1989 UL1
1989 يو أل 1 (ويعرف أيضًا باسم (10077) 1989 يو أل 1 وفق تسمية الكوكب الصغير) (بالإنجليزية: 1989 UL1)‏ هو كويكب ضمن حزام الكويكبات؛ وترتيبه 10077 من حيث الاكتشاف.
اكتُشف هذا الجُرم الفلكي بواسطة هيروشي كانيدا في 26 أكتوبر 1989.

## وصلات خارجية
- (10077) 1989 UL1 في قاعدة بيانات مختبر الدفع النفاث لأجرام النظام الشمسي الصغيرة

- الاكتشاف · مخطط المدار ·  العناصر المدارية · المعلمات المادية

- (10077) 1989 UL1 على موقع ويكي سكاي: DSS2, SDSS, GALEX, IRAS, Hydrogen α, X-Ray, Astrophoto, Sky Map, Articles and images